# Трарего-Виджона
Трарего-Виджона (итал. Trarego Viggiona) — коммуна в Италии, располагается в регионе Пьемонт, в провинции Вербано-Кузьо-Оссола.
Население составляет 408 человек (2008 г.), плотность населения составляет 23 чел./км². Занимает площадь 18 км². Почтовый индекс — 28826. Телефонный код — 0323.
Покровителем населённого пункта считается святой Рох.

## Демография
Динамика населения:

## Администрация коммуны
- Официальный сайт: http://www.traregoviggiona.com/